# Рыбачий (Калмыкия)
Рыба́чий — посёлок в Черноземельском районе Калмыкии. Входит в состав Кумского сельского муниципального образования.

## География
Посёлок находится на берегу реки Кума, в южной части Черноземельского района, на расстоянии 50 км к юго-западу от посёлка Комсомольский, административного центра района. Подъезд с твёрдым покрытием к посёлку отсутствует.

## История
Возник как посёлок производственного участка Кумской МЖС. 8 апреля 1961 года постановлением Президиума Верховного Совета Калмыцкой АССР переименован в Рыбачий.

## Население
| 2002 | 2010 | 2012 |
| ---- | ---- | ---- |
| 225  | ↘99  | ↗114 |

### Национальный состав
Согласно результатам переписи 2002 года, большинство населения посёлка составляли даргинцы (44 %) и чеченцы (33 %)